# Thorbeckiaan
Na de grondwetsherziening van 1848 in Nederland was er in de Tweede Kamer een groep rond de staatsman Thorbecke, die werd aangeduid als Thorbeckianen. Andere namen die werden gebruikt waren doctrinairen, constitutionelen of geavanceerden. De Thorbeckianen zijn als een subgroep (minderheid) in het negentiende-eeuwse liberalisme te beschouwen. Het merendeel van de liberalen was gematigder.

## Beginselen
Van vastomlijnde beginselen was nog geen sprake, maar de Thorbeckianen dachten op hoofdlijnen wel hetzelfde over de rol van de staat in het maatschappelijk leven.
De Thorbeckianen streefden naar liberalisering van het economisch leven door afschaffing van tollen, accijnzen en heffingen, en door grotere vrijhandel. Zij vonden dat de overheid zich in het economische en maatschappelijke leven terughoudend moesten opstellen. Burgers moesten zich vrij kunnen ontplooien. Het kiesrecht diende geleidelijk te worden uitgebreid. Ook waren zij kritisch over overheidsuitgaven, met name voor defensie.
Belangrijk streven was verder behoud en versterking van het nieuwe grondwettelijke bestel, waarbij de ministeriële verantwoordelijkheid was ingevoerd. De herziene Grondwet moest in organieke wetten, zoals de Wet vereniging en vergadering, de Gemeentewet, de Kieswet en de Provinciale Wet, worden uitgewerkt.

## Historische ontwikkeling
Al voor 1848 waren er in de Tweede Kamer liberalen die streefden naar democratische hervormingen. Thorbecke maakte in die tijd enkele keren korte tijd deel uit van de Kamer. In 1844 kwamen negen Kamerleden ('de Negenmannen') met een voorstel tot Grondwetsherziening, maar een Kamermeerderheid wees dat af.
1848 was hét succesjaar voor de Thorbeckianen. Koning Willem II stemde in met herziening van de Grondwet. Zijn zoon, Willem III, die hem in 1849 opvolgde, moest daarvan echter niets hebben en had ook een persoonlijke afkeer van Thorbecke. Hij moest zich echter zowel bij de herziene Grondwet als bij de centrale positie van Thorbecke neerleggen. Deze vormde eind 1849 zijn eerste kabinet.
Door de Aprilbeweging van 1853 werd de positie van de Thorbeckianen aangetast. Veel Kamerleden verloren hun zetel; de Thorbeckianen zouden zich echter geleidelijk herstellen. In 1862 keerde Thorbecke terug als leider van het kabinet-Thorbecke II.
Rond 1865 kwam er een groep jongere liberale politici op, die kritisch was over het leiderschap van Thorbecke. Zij werden aangeduid als 'Jong Holland' of 'Puttianen', naar hun voorman Fransen van de Putte. Belangrijk geschilpunt was de koloniale politiek. De Puttianen wilden bij verlenen van het eigendomsrecht voor grond aan inlanders verder gaan dan de Thorbeckianen.
De in 1869 gekozen Sam van Houten streefde naar een actievere overheidspolitiek op sociaal en economisch gebied.
In 1871 vormde Thorbecke zijn derde kabinet. Zijn positie was toen echter zwakker dan in 1849 en 1862. Interne problemen in het kabinet leken een kabinetscrisis in 1872 te veroorzaken. Tijdens die dreigende crisis stierf Thorbecke.

## Persoonlijkheden
Zoals de meeste negentiende-eeuwse stromingen speelde vriendschap en loyaliteit aan een belangrijke rol. Van een vast omlijnd programma was geen sprake; Kamerleden waren vrij om hun eigen keuzes te maken.
Buiten Thorbecke waren belangrijke leden de Kamerleden Anemaet, Dullert, Van Eck, Ter Bruggen Hugenholtz, Van der Linden en Olivier.
Onder de Thorbeckianen bevonden zich ook katholieken, die zich dankzij hun bondgenootschap met de liberalen verder wilden emanciperen. Pas na de Franse Revolutie hadden katholieken toegang gekregen tot staatsambten, maar protestanten domineerden het maatschappelijk leven. Belangrijke katholieke Thorbeckianen waren Storm en De Bieberstein.